# Beauregard (Mississippi)
Pour les articles homonymes, voir Beauregard.
Le village américaine de Beauregard est situé dans le comté de Copiah, dans l’État du Mississippi. Il comptait 265 habitants lors du recensement de 2000.

## Source
- (en) Cet article est partiellement ou en totalité issu de l’article de Wikipédia en anglais intitulé « Beauregard, Mississippi » (voir la liste des auteurs).